# State Line City
State Line City é uma cidade  localizada no estado americano de Indiana, no Condado de Warren.

## Demografia
Segundo o censo americano de 2000, a sua população era de 141 habitantes.
Em 2006, foi estimada uma população de 139, um decréscimo de 2 (-1.4%).

## Geografia
De acordo com o United States Census Bureau, State Line City tem uma área de 0,3 km², dos quais 0,3 km² são cobertos por terra e 0,0 km² cobertos por água.

## Localidades na vizinhança
O diagrama seguinte representa as localidades num raio de 16 km ao redor de State Line City.